# Spinotrachelas capensis
Spinotrachelas capensis är en spindelart som beskrevs av Célio F.B. Haddad 2006.
Spinotrachelas capensis ingår i släktet Spinotrachelas och familjen flinkspindlar. Inga underarter finns listade i Catalogue of Life.